# Безенело
Безенѐло (на италиански: Besenello, на местен диалект: Besenèl, Безенел) е малко градче и община в Северна Италия, автономна провинция Тренто, автономен регион Трентино-Южен Тирол. Разположено е на 218 m надморска височина. Населението на общината е 2628 души (към 2015 г.).